# 카탈루냐 민주 집중
카탈루냐 민주 집중(카탈루냐어: Convergència Democràtica de Catalunya, CDC)은 카탈루냐주에서 활동한 카탈루냐 민족주의, 자유주의 정당이었다.
1974년 조르디 푸졸(Jordi Pujol)을 중심으로 창당되어 1977년 공식 등록했다. 이후 카탈루냐 민주 연합과 함께 오랫동안 카탈루냐 정치를 지배한 집중과 연합(CiU)이라는 정당연합을 이끌었으며, 이들은 1980년~2003년 그리고 2010년~2015년 동안 카탈루냐 주정부의 여당을 이루었으나 2015년 카탈루냐 독립 문제를 놓고 의견 갈등으로 갈라졌다. 2016년 7월 10일 카탈루냐 유럽 민주당으로 재편되며 사실상 활동을 정지했다.